# Fábricas (Guillermo Silveira)
Fábricas es una «escultopintura simbolis[ta] figurativ[a]» finalizada en el año 1970 por el pintor y escultor español Guillermo Silveira (1922-1987), cuyo proceso creativo le permitió la efectiva puesta en práctica de «uno de sus intereses más patentes por entonces, como es la integración de la pintura con la arquitectura». Está pintada al óleo sobre «aglomerado o TAM [tablero aglomerado de madera], con el fin de que no pueda deformarse», y sus dimensiones son de 245 x 400 cm, equivalentes a una superficie aproximada de 9,8 m², lo que la convierte, solo por detrás de los mosaicos de las Casas Aisladas de Valdebótoa («Dieciocho metros cuadrados a base de mármol, cemento y piedra»), en la segunda obra más extensa del artista.

## Historia y características
En aquellos entonces Silveira vivía en su domicilio estudio de la antigua calle del Pilar (hoy Avda. Antonio Montero Moreno) n.º 1-3.º izda. de Badajoz, al que se había mudado con su familia a mediados de 1962 y desde el que se desplazaba a Fregenal, en donde se hospedaría en una fonda próxima al «Taller-Escuela Sindical "Nuestra Señora de los Remedios"», ya documentado como más tarde a finales de 1967, coincidiendo sobre todo con las fases de mayor actividad.
Tras su primitiva ubicación en el vestíbulo del centro (se conoce en tal sentido una fotografía en blanco y negro del artista subido en una escalera de madera tipo tijera al lado de la obra virtualmente terminada, tomada in situ por el periodista del diario Hoy y futuro yerno del pintor Fernando Saavedra Campos seguramente el verano de 1970 y publicada por primera vez a finales de 1978), fue trasladada en 2008 al nuevo pabellón de Formación Profesional del IES Eugenio Hermoso, donde se exhibe hasta ahora.
Mientras que la mitad superior de la obra la ocupa en su totalidad un dilatado paisaje fabril en cuyo punto más alto se encuentra el logotipo de la extinta Organización Sindical Española, la inferior se organiza en cinco partes dedicadas, de izquierda a derecha del observador, al AJUSTE, TORNO, FRESA [1], INSTALACION, BOBINADO, MONTAJE [2], CULTURA, DIBUJO, TECNOLOGIA [3], CARPINTERIA, EBANISTERIA [4], FORJA, CERRAJERIA, SOLDADURA [5]. Cromáticamente predominan los colores azules, rosáceos o sienas contrapuestos a una serie de tonos complementarios (amarillentos, verdosos), dispuestos en pequeños planos delimitados por líneas negras, lo que intensifica la sensación de dinamismo del conjunto.
|                      |
| AJUSTE, TORNO, FRESA |

|                               |
| INSTALACION, BOBINADO MONTAJE |

|                            |
| CULTURA, DIBUJO TECNOLOGIA |

|                          |
| CARPINTERIA, EBANISTERIA |

|                             |
| FORJA, CERRAJERIA SOLDADURA |

## Obras relacionadas (por orden alfabético)
- Fábrica de 1900, 1965. Pintura al óleo. «Silveira Expone Pinturas». Casa de la Cultura de la Diputación Provincial. Badajoz, 28 de mayo-5 de junio de 1965 (n.º 5 del catálogo). Col. particular, Madrid.[15]
- Fábrica vieja. Técnica mixta sobre papel, 45 x 50 cm. «Silveira Expone Pinturas». Casa de la Cultura de la Diputación Provincial. Badajoz, 28 de mayo-5 de junio de 1965 (n.º 3). Col. particular, Sevilla.[15]
- Fábrica, 1965. Gouache sobre papel, 40 x 55 cm. Firmada y fechada «SilveiraGG.65» en el ángulo inferior izquierdo. «Guillermo Silveira». Museo Provincial de Bellas Artes. Badajoz, 26 de marzo-31 de mayo de 2009 (n.º 6). Col. particular, Madrid.[16]
- Fábrica, ant. 1965. Presentada a la XXII Exposición Nacional de Arte de la Obra Sindical de Educación y Descanso celebrada en Logroño (Palacio de Espartero) en junio de 1964. Reproducida en Areán, Carlos Antonio (1964). XXII Exposición Nacional de Arte de la O. S. de Educación y Descanso. Cuadernos de Arte (9). Madrid: Publicaciones Españolas: Langa y Cía. s. p. También podría tratarse del cuadro homónimo exhibido en la sala de exposiciones de la Sociedad de Instrucción y Recreo Liceo de Mérida del 9 al 13 de febrero (n.º 10 [látex-gouache]) del mismo año.[17][15]
- Sin título (boceto a color). Col. particular, Maracena, Granada.

### Hemerografía
- Díaz Santillana, Santos (13 feb. 1964). «Comentarios al margen: "El estilo es el hombre"». Hoy (Badajoz): 10.
- Márquez Martínez, Juan Ignacio (14 may. 2018). «Silveira en Fregenal (2)». Hoy (Fregenal de la Sierra). Edición digital.
- Márquez Martínez, Juan Ignacio (may. 2018). «Silveira en Fregenal (2)». Hoy (Fregenal de la Sierra): 9. Edición impresa.
- Medina, Tico (23 ene. 1969). «Las cosas y las gentes de esta tierra: El pintor». Informaciones. Crónica de España (Madrid): 25.
- Moral Martínez, Diego del (may. 2019). «Guillermo Silveira el pintor de la humildad y la inocencia». Crecer en Extremadura (Badajoz: Círculo Publicitario) (17): 24-25.
- Pérez Reviriego, Miguel (9 dic. 1978). «Guillermo Silveira: Lo universal». Seis y Siete. Conocer (Badajoz) (153): 19.